# Erzeparchie Akka
Die Erzeparchie Akka (arabisch أَبْرَشِيَةُ عَكَّا وَحَيْفَا وَالنَّاصِرَةِ وَسَائِرِ الجَلِيلِ لِلرُّومِ المَلَكِيِّينَ الكَاثُولِيكِ, DMG Abrašiyyat ʿAkkā wa-Ḥayfa w-al-Nāṣira wa-Sāʾir al-Ǧalīl l-il-Rūm al-Malakiyyīn al-Kāṯūlīk ‚Erzeparchie ʿAkko, Haifa, Nazareth und Ganz Galiläa der katholischen Melkiten‘, lateinisch Archieparchia Ptolemaidensis Melchitarum) ist eine mit der römisch-katholischen Kirche unierte melkitische Erzeparchie mit Sitz in Haifa.
Die Erzeparchie, deren Diözesangebiet heute ganz Israel umfasst, ist mit gut 70.000 Getauften zahlenmäßig die größte christliche Gemeinschaft Israels und Teil des Katholizismus im Lande. Etwa 60 % aller israelischen Christen sind katholische Melkiten.

## Geschichte
Die Erzeparchie wurde als Eparchie im Jahre 1759 aus Gebietsabtretungen des Erzbistums Tyros errichtet. Sie geht auf ein antikes Bistum in Akka (Akko[n]) aus dem dritten Jahrhundert zurück. Der Heilige Synod berief 1911 Basilius Asʿad Qassis (بَاسِيليُوس أَسْعَد قَسِّيس, DMG Bāsīlyūs Asʿad Qassīs aus Miʿilya; 1908 ordiniert, 1962 gestorben in Tyros) 1911 zum Archimandriten in Akko und Vikar Bischof Griguri Hajjars (غريغوري حجار, DMG Ġrīġūrī Ḥaǧǧār, französisch Grégoire Haggiar; 1875–1940). Wie der Name der Eparchie anzeigt, hatte sie vor 1922 ihren Bischofssitz in der Apostel-Andreas-Kathedrale in Akko, das in wirtschaftlicher und demographischer Hinsicht um diese Zeit seinen Vorrang gegenüber Haifa an dieses verloren hatte.:119

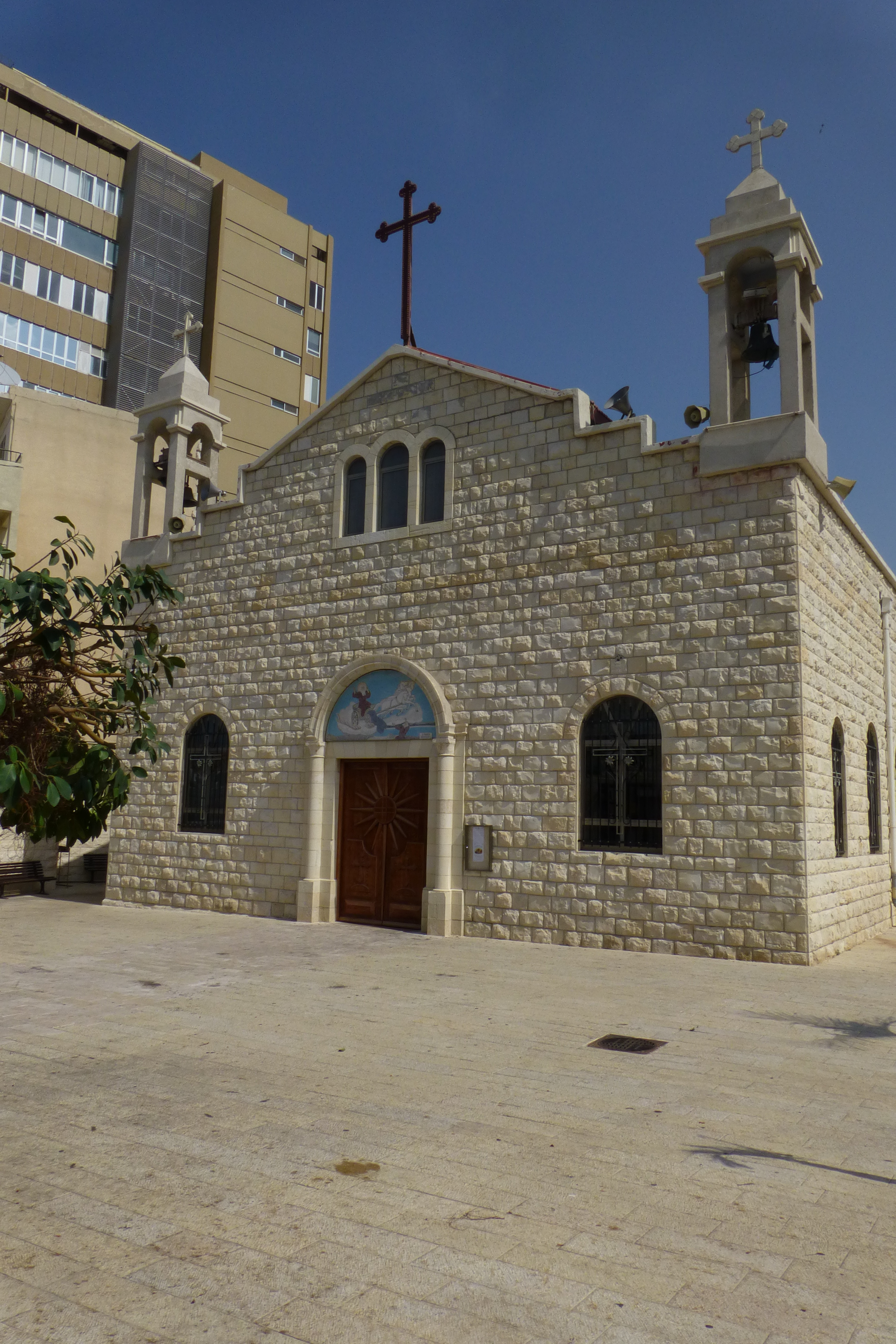
Prophet-Elija-Kathedrale in Haifa

Bischof Griguri Hajjar verlegte den Bischofssitz in die Liebfrauenkathedrale in Haifa als Ausdruck dieses Wandels, war doch Haifa zunächst die bevölkerungsreichste Stadt Mandats-Palästinas und, nachdem Tel Aviv sie 1938 überholte, dann bis 1967 die zweitgrößte in Israel. Haifas Melkiten gaben Ende der 1940er Jahre die Liebfrauenkathedrale auf (sie wurde ab 1982 wiederbelebt) und die Prophet-Elija-Kirche wurde Sitz des Bischofs und damit Kathedrale. Papst Paul VI. erhob sie mit der Apostolischen Konstitution Episcopalis synodus am 18. November 1964 zur Erzeparchie. Die Prophet-Elija-Kathedrale war 1939 in Haifa erbaut worden.

## Pfarreien der Erzeparchie
Zur Erzeparchie zählen 37 Pfarreien mit 73.921 Seelen (2022). Die Pfarreien folgen für die kirchlichen Feiertage einenteils dem Gregorianischen Kalender und anderenteils dem Julianischen Kalender. In den Pfarreien Judayda−al-Makr, Kafr Jasif, Maʿalot-Tarschiha, al-Rama, al-Rayna und Turʿan bestimmen Altkalendarier die Datierung. Die Liste basiert auf teils widersprüchlichen Einträgen der Metropolie in Galiläa und der Bischofskonferenz katholischer Ordinarien des Heiligen Landes.
| - Akko (Protokathedrale Apostel Andreas) - ʿArraba (عرّابة, St. Mariae Entschlafung) - ʿAylabun (St. Georg) - al-Bassa (البصة, St. Georg) - al-Biʿna (البعنة, St. Peter und Paul) - Dayr Hanna (دير حنا, Apostel Johannes) - Fassuta (فسوطة, Prophet Elija) - Gisch (St. Peter und Paul) - Haifa (Auferstehung; Prophet-Elija-Kathedrale; St. Gabriel; St. Gregorius; Liebfrauen) - Hararit (לאורת נְטוֹפָה, Lawra Netofa) - Hurfaysch (حرفيش, St. Mirjam von Abellin) - Iʿbillin (إعبلين, Bergpredigtkirche) - Iqrit (St. Mariae Entschlafung) - ʿIsfiya (عسفيا, Prophet Elija) - Judayda−al-Makr (جديدة - المكر, St. Georg in Judayda; St. Antonius d. Gr. in al-Makr) - Kafr Jasif (Erlöserkirche) - Kafr Kanna (Unsere Liebe Frau von der Hochzeit zu Kana) | - Maʿalot-Tarschiha (St. Georg) - Maʿalul (معلول, Unsere Liebe Frau von Galiläa) - Maghar (St. Georg) - Mazraʿa (المزرعة, Apostel Andreas) - Migdal haʿEmeq (Erzengel Gabriel) - Miʿilya (معليا, St. Mariae Verkündigung) - Nazareth (Synagogenkirche; Verkündigungskirche; St. Barbara) - Peqiʿin (St. Georg) - al-Rama (الرامة, St. Mariae Entschlafung) - Raʾs al-ʿAyn (رأس العين, Kirche geplant) - al-Rayna (Unsere Liebe Frau von Galiläa) - Sachnin (St. Joseph) - Schafaʿamr (St. Peter und Paul) - Tel Aviv-Jaffa (St. Georg) - Tiberias (St. Peter und Paul) - Turʿan (طرعان, Apostel Philippus) - Wadi Sallama (وادي سلامة, Nikolaos von Myra) - Zababida (St. Georg) |